# Diplazon albotibialis
Diplazon albotibialis là một loài tò vò trong họ Ichneumonidae.